# Kondensationspunkt (Physik)

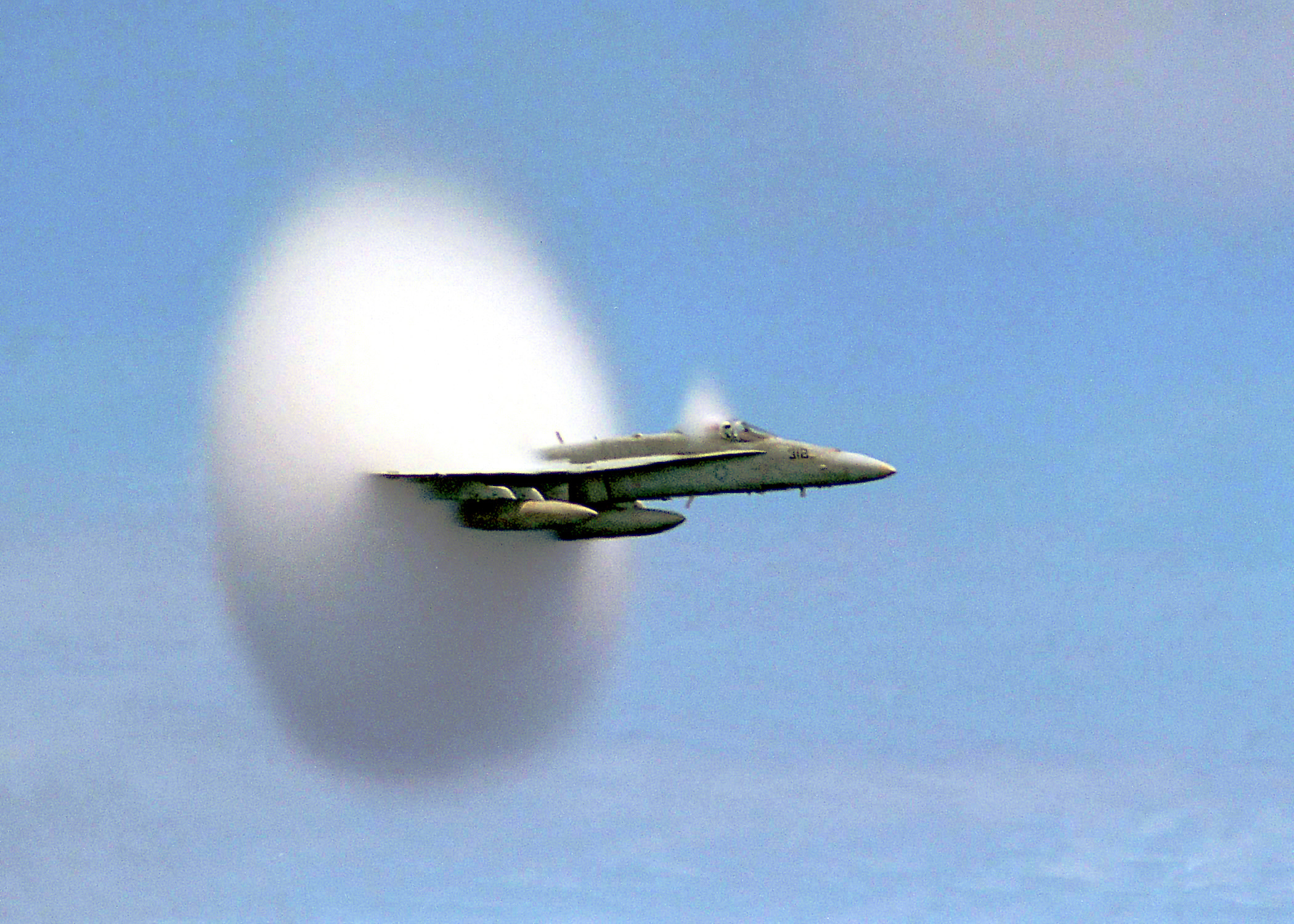
Eine FA-18 durchbricht die Schallmauer, Luftfeuchte kondensiert (Wolkenscheibeneffekt).

Als Kondensationstemperatur bezeichnet man die Temperatur, ab der ein Stoff bei einem gegebenen Druck kondensiert, das heißt vom gasförmigen in den flüssigen Aggregatzustand übergeht. Die Kondensationstemperatur ist stoffspezifisch und zudem abhängig vom Druck, wobei man Druck- und Temperaturbedingungen zusammen als Kondensationspunkt bezeichnet. Es handelt sich dabei um Zustände eines Reinstoffs in dessen Phasendiagramm, genauer der Kondensationskurve bzw. der Phasengrenzlinie zwischen Gas und Flüssigkeit. Dabei ist der Kondensationspunkt bei Reinstoffen zahlenmäßig identisch mit dem Siedepunkt, bildet bei Stoffgemischen jedoch einen Kondensationsbereich aus.
Von besonderer Bedeutung insbesondere in der Meteorologie ist die Kondensation von Wasser in Luft. Hier bezeichnet der Taupunkt jene Temperatur, bei der die Luft mit Wasserdampf gesättigt ist. Die Taupunkttemperatur von feuchter Luft entspricht dem Kondensationspunkt von reinem Wasserdampf, wenn die jeweiligen Wasserdampf-Partialdrucke übereinstimmen. Die Höhe, in der die Kondensation eintritt, wird Kondensationsniveau genannt. Hier befindet sich meist die Wolkenbasis.